# Edward Woodward
Edward Albert Arthur Woodward, OBE, född 1 juni 1930 i Croydon i södra London, död 16 november 2009 i Truro i Cornwall, var en brittisk skådespelare och sångare.
Han utbildades först vid Royal Academy of Dramatic Art, sedan vid Royal Shakespeare Company. Han gjorde filmdebut 1954 i Where There's a Will. Han har även spelat mycket på scen. Bland hans filmer märks Becket (1964), Churchills äventyrliga ungdom (1973), Dödlig skörd (1973), Callan (1974), Ärans fält (1980) och The Abduction Club (2002).
För svensk TV-publik var Edward Woodward mest känd från Callan (1966–1971) och som privatdetektiven Robert McCall i The Equalizer (1985–1989).
I sitt hemland var Woodward även populär som sångare, och spelade under sin karriär in ett tjugotal skivor.

## Diskografi (urval)
Soloalbum
- 1970 – This Man Alone
- 1971 – It Had To Be You
- 1972 – The Edward Woodward Album
- 1973 – The Shadow Of Your Smile (samlingsalbum)
- 1974 – An Evening With....
- 1974 – Woodward Again
- 1975 – Edwardian Woodward
- 1977 – Love Is The Key
- 1978 – The Thought Of You
- 1979 – Don't Get Around Much Anymore
- 1980 – A Romantic Hour - 20 Golden Favourites

Soundtrack album
- 1980 – Breaker Morant (Music From The Film) (The Breaker Concert Orchestra, Edward Woodward, The Leonine Consort)